# Sheshonq IV
Sheshonq IV   (segle IX aC - 785 aC) va ser un governant de l'antic Egipte de la dinastia XXII, entre els regnats de Shoshenq III i Pami. El 1986, David Rohl va proposar que hi havia dos rei Shoshenqs amb el nom Hedjkheperre: (i) el conegut fundador de la dinastia, Hedjkheperre Shoshenq I, i (ii) un faraó posterior del segona meitat de la dinastia, a qui Rohl va anomenar Hedjkheperre Shoshenq (b) perquè es desconeixia la seva posició exacta a la dinastia. Arran d'una proposta (que li va suggerir Pieter Gert van der Veen per primera vegada el 1984), l'egiptoleg Aidan Dodson britànic el 1993 va donar suport a l'existència del nou rei demostrant que el Hedjkheperre Shoshenq anterior portava epítets simples en el seu titular, mentre que els epítets posteriors d'Hedjkheperre Shoshenq eren més complexos.
Dodson va suggerir que el governant que Kenneth Kitchen, en el seu treball estàndard sobre cronologia del Tercer Període Intermedi, havia numerat Shoshenq IV –que portava el prenomen Usermaatre– hauria de ser eliminat de la dinastia 22 i substituït pel Hedjkheperre Shoshenq de Rohl (b), renumerant aquest últim com a Shoshenq IV. Al mateix temps, l'antic Usermaatre Shoshenq IV va ser renumerat com Shoshenq VI. El resum històric de Dodson sobre el descobriment del nou rei Shoshenq IV i la seva evidència de suport per a l'existència independent d'aquest rei d'Hedjkheperre Shoshenq I va aparèixer en un article titulat "Un nou rei Shoshenq confirmat?" el 1993.
Els arguments combinats de Rohl i Dodson per a l'existència d'un nou rei tanita de la 22a dinastia anomenat Hedjkheperre Shoshenq IV són acceptats pels egiptòlegs d'avui, inclosos Jürgen von Beckerath i Kitchen, aquest últim en el prefaci de la tercera edició del seu llibre sobre The Tercer període intermedi a Egipte.
Com va assenyalar Dodson, mentre que Shoshenq IV compartia el mateix prenomen que el seu il·lustre avantpassat Shoshenq I, es distingeix de Shoshenq I per l'ús d'un nomen especialment llarg: Shoshenq-meryamun-sibast-netjerheqaon que presentava tant el sibast ('fill de Bast') i netjerheqaon ('déu-governant d'Heliopolis') epítets. Aquests dos epítets només van ser utilitzats gradualment pels faraons de la 22a dinastia, a partir del regnat d'Osorkon II. Per contra, el nomen de Shoshenq I simplement diu "Shoshenq-meryamun". Els successors immediats de Shoshenq I, Osorkon I i Takelot I tampoc no van utilitzar mai epítets més enllà de l'estàndard 'meryamun' (estimat d'Amon). En el seu llibre de 1994 sobre l'equip canopic dels reis d'Egipte, Dodson observa que quan l'epítet sibast "apareix durant la dinastia d'Osorkon II", és força poc freqüent, mentre que el netjerheqawaset ("déu-governant de Tebes") i netjerheqaon els epítets només es testimonien exclusivament 'en els regnats dels successors d'aquest monarca', és a dir, Shoshenq III, Pami i Shoshenq V.